# Herbert Lieberwirth
Herbert Lieberwirth (* 6. Dezember 1914; † nach 1971) war ein deutscher Fußballtrainer. 1953/54 trainierte er die Betriebssportgemeinschaft (BSG) Lokomotive Stendal in der DDR-Oberliga, der höchsten Spielklasse im DDR-Fußball.

## Sportliche Laufbahn
In der Saison 1952/53 war Herbert Lieberwirth unter Oswald Pfau Co-Trainer beim Oberligisten Lok Stendal. Als Pfau nach dem Saisonende Lok Stendal verlassen hatte, wurde Lieberwirth als verantwortlicher Trainer der Oberligamannschaft eingesetzt. Nachdem die Stendaler unter Oswald Pfau 1953 unter 17 Mannschaften noch Platz 11 erreicht hatten, landeten sie mit Lieberwirth nach Abschluss der Spielzeit 1953/54 bei 15 beteiligten Mannschaften nur noch auf dem 13. Rang und mussten die DDR-Liga absteigen. Trotz des Misserfolgs blieb Lieberwirth Trainer in Stendal, und es gelang ihm, die Mannschaft in der Saison 1954/55 sofort in die Oberliga zurückzuführen. Anschließend wurde er von Gerhard Gläser abgelöst, der zuvor beim abgestiegenen Oberligisten SC Chemie Halle-Leuna entlassen worden war. Lieberwirth trainierte danach keine höherklassige Mannschaft mehr. 